# Heinrich Rosenbaum
Heinrich Rosenbaum (* 5. September 1930 in Höxter; † 16. April 2016 in Höxter) war ein deutscher Politiker der CDU.

## Ausbildung und Beruf
Nach dem Abschluss des Gymnasiums und dem Erhalt des Abiturs 1951 absolvierte Heinrich Rosenbaum eine Banklehre und legte 1953 die Kaufmannsgehilfenprüfung ab. Er belegte ein Studium der Wirtschaftswissenschaften an der Universität Göttingen und wurde 1957 Dipl.-Volkswirt. Anschließend promovierte er 1960 zum Dr. rer. pol. Bis 1966 war er als Wissenschaftlicher Mitarbeiter der Agrarsozialen Gesellschaft e. V. Göttingen tätig. Rosenbaum war auch Dozent an der Gesamthochschule Paderborn. Im Jahr 1975 ging er gemäß Landesrechtsstellungsgesetz in den Ruhestand.

## Politik
Heinrich Rosenbaum war seit 1951 Mitglied der CDU. Er war von 1965 bis 1973 Vorsitzender des Kreisverbandes Höxter und seit 1973 Mitglied des Kreisvorstandes. Als Mitglied des Kreistages Höxter fungierte er von 1969 bis 1970. Ab 1970 war er Ratsherr der Stadt Höxter. Im selben Jahr wurde er zum Bürgermeister der Stadt Höxter gewählt, was er bis 1979 blieb.
Heinrich Rosenbaum war vom 25. Juli 1966 bis zum 25. Juli 1970 und vom 28. Mai 1975 bis zum 28. Mai 1980 direkt gewähltes Mitglied des 6. und 8. Landtages von Nordrhein-Westfalen für den Wahlkreis 136 Höxter.